# تارانتا پلینیا
تارانتا پلینیا (به ایتالیایی: Taranta Peligna) یک کومونه در ایتالیا است که در استان کییتی واقع شده‌است.

## خصوصیات
تارانتا پلینیا ۲۱ کیلومترمربع مساحت و ۵۰۰ نفر جمعیت دارد و ۴۶۰ متر بالاتر از سطح دریا واقع شده‌است.